# Al Hazm (stad)
Al Hazm is een stad in Jemen en is de hoofdplaats van het gouvernement Al Jawf.
Bij de volkstelling van 2004 telde Al Hazm 13.553 inwoners.